# Rali de regularidade

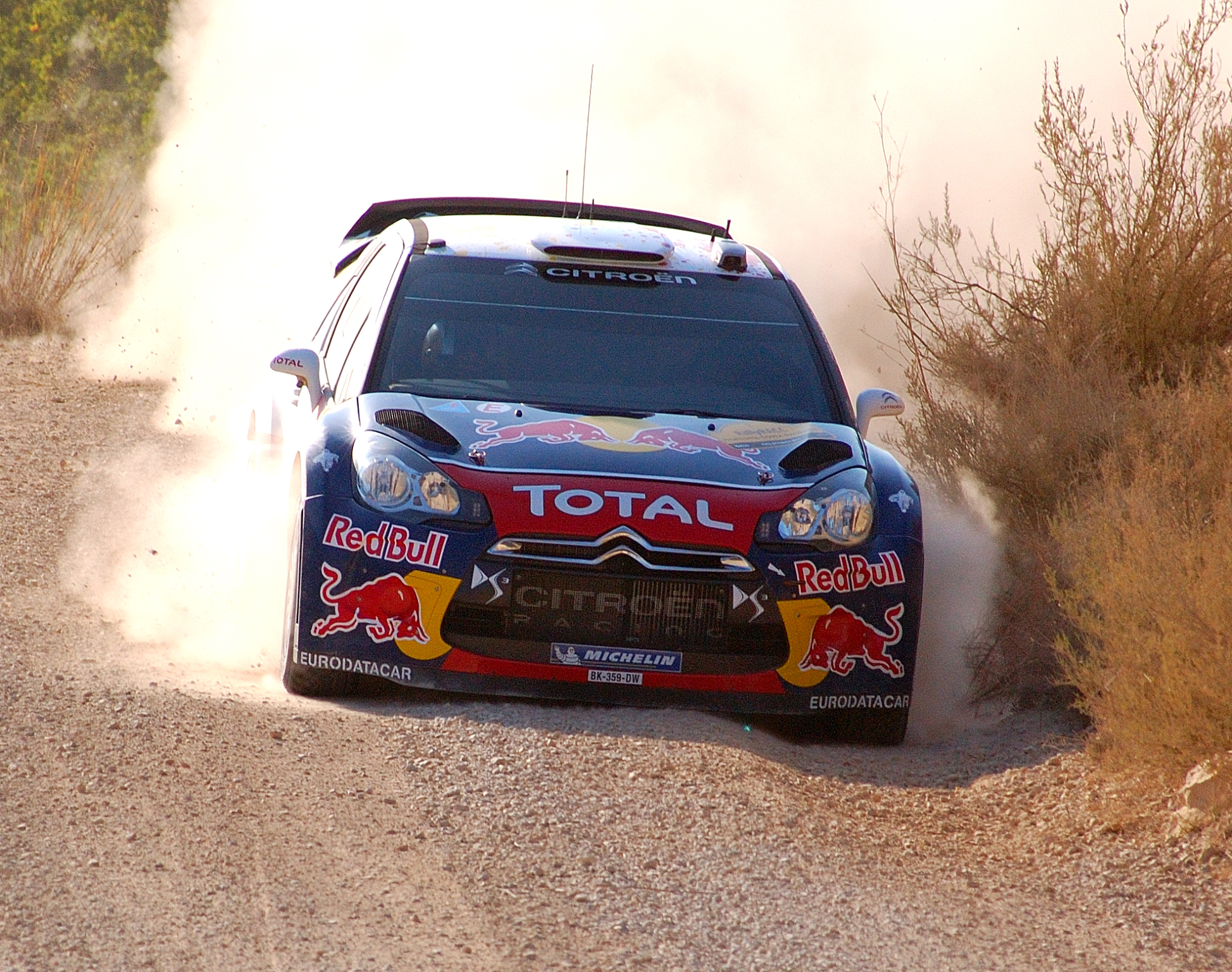
Citroën DS3 WRC

O rally de regularidade ou rali de regularidade é uma prova automobilística na categoria R.A.I.D. (Regularidade Absoluta em Itinerário Desconhecido) e que tem como objetivo desenvolver a capacidade de piloto e navegador em manter médias horárias pré-estabelecidas e seguir o roteiro até o destino final da prova.
Exige perícia, capacidade de cálculo e raciocínio, necessitando de excelente entrosamento entre o piloto e o navegador.
O maior Raid do Brasil é o Rally Piocerá ou Cerapió, prova esportiva nos estados do Piauí e Ceará.